# Puppis
Puppis o la Popa es una constelación del hemisferio austral. Es la mayor de las tres partes en las que se separó la extensa constelación de Argo Navis. Hace referencia a la popa de la Argo, la nave de los argonautas.

## Características destacables

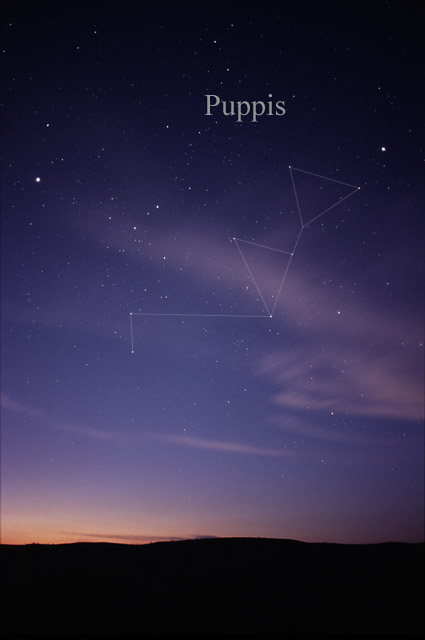
Constelación de Puppis

Como Puppis fue originalmente parte de Argo Navis, no tiene estrellas con denominación de Bayer α a ε, estando estas en Carina y Vela. Por ello, su estrella más brillante es ζ Puppis, conocida como Naos, supergigante azul excepcionalmente caliente con una temperatura superficial de 40 000 K. Es una de las escasas estrellas de tipo espectral O visible sin necesidad de binoculares. Con una masa de 56 masas solares y una luminosidad 813 000 veces mayor que la del Sol, terminará su vida estallando como una espectacular supernova. Su brillo fluctúa ligeramente pero de forma regular: su magnitud aparente varía entre 2,24 y 2,26 cada 1,78 días.
El segundo astro más brillante en la constelación es π Puppis, supergigante anaranjada de tipo K3Ib que forma parte del cúmulo abierto Collinder 135, siendo la componente más masiva del mismo.
Tureis, nombre que recibe ρ Puppis, es la tercera estrella más brillante de Puppis; tiene una temperatura efectiva de 6920 K y es una variable Delta Scuti con un período de 0,14088 días.
Le sigue en brillo τ Puppis, ocasionalmente llamada Rehla, una gigante naranja con un radio 26 veces más grande que el del Sol. Es una  binaria espectroscópica cuyo período orbital es de 1066 días (2,91 años).
ν Puppis es una gigante blanco-azulada de tipo espectral B8III a 371 años luz de distancia del sistema solar.
Sin embargo, hace 3,6 millones de años se acercó a solo 26 años luz, por lo que su brillo alcanzó magnitud aparente -2,57, siendo mucho más brillante que cualquiera de las estrellas visibles en la actualidad.
Azmidi o Azmidiske (ξ Puppis) es otra estrella con nombre propio, una distante supergigante amarilla de tipo G6Ib y casi diez masas solares situada a unos 1300 años luz.
Mucho más próxima, σ Puppis es una gigante naranja de tipo K5III y una binaria espectroscópica cuyo período orbital es de 257,8 días.
En cambio, ο Puppis es una distante subgigante azul de tipo B1IVe; es posible que sea una binaria cercana compuesta por la citada subgigante —que es una estrella Be— y una subenana caliente de tipo O.
171 Puppis es una enana amarilla de tipo espectral F9V relativamente cercana, pues se encuentra a 49,6 años luz. Es una estrella antigua con una abundancia en hierro equivalente al 15% de la solar y cuya cinemática corresponde a una estrella del disco grueso.
Algo más alejada —a 54 años luz—, 9 Puppis es una binaria visual de tipo G1V cuyas componentes, de masa casi igual a la del Sol, tienen un período orbital de 23 años en una órbita sumamente excéntrica (ε = 0,74).
Ligeramente más alejada, HD 53705 es otra enana amarilla de tipo G1.5V más antigua que el Sol, con una edad edad estimada de 8560  millones de años.
A 84 años luz de la Tierra está situada HD 44594, posible gemelo solar también de tipo espectral G1.5V con características físicas muy parecidas a las del nuestra estrella.

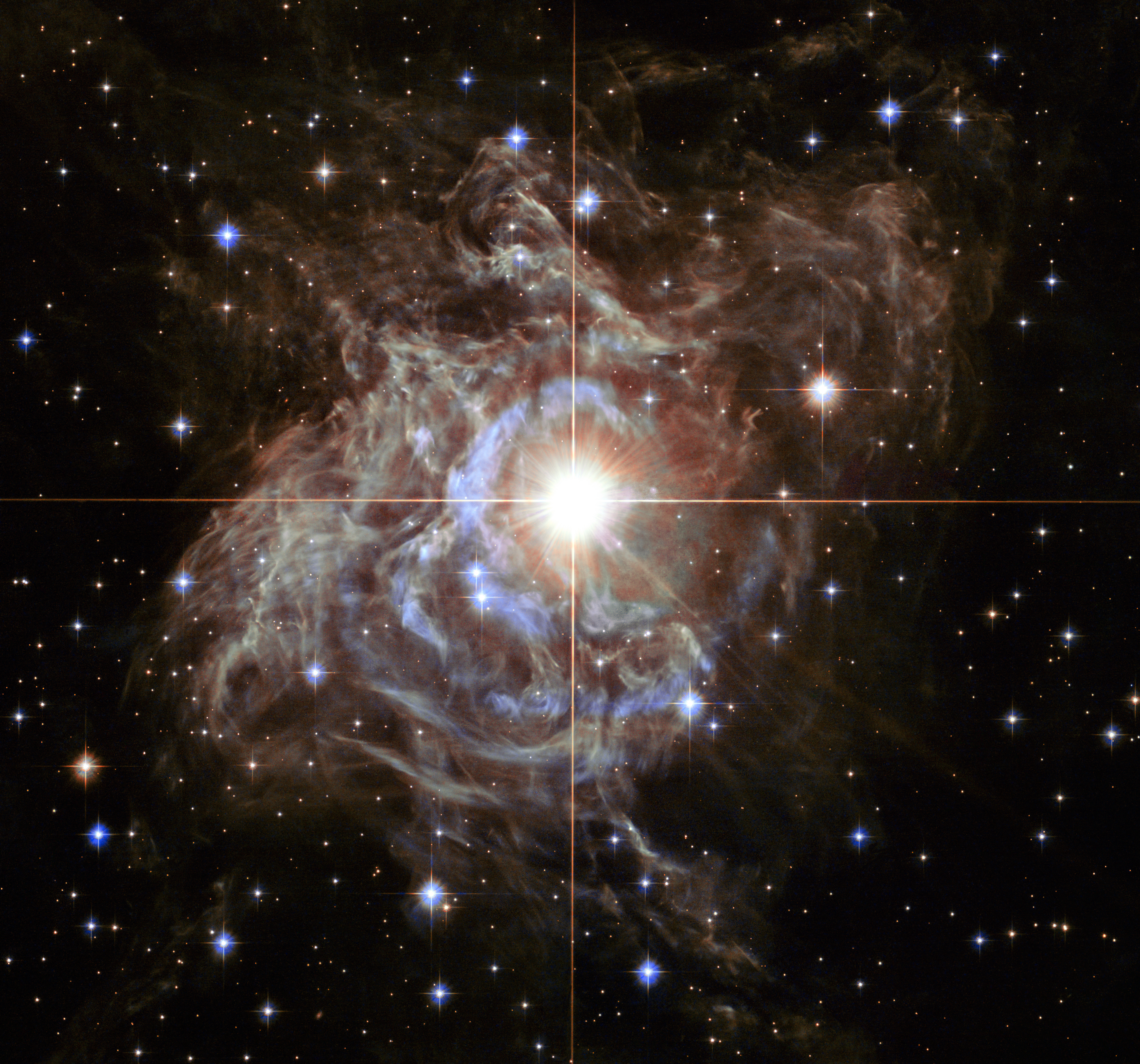
RS Puppis, en el centro de la imagen, envuelta en un capullo de polvo iluminado por la propia estrella (Créditos: NASA, ESA, Hubble Heritage)

En cuanto a estrellas variables, en esta constelación se encuentra L2 Puppis, gigante roja y variable semirregular cuya variación de brillo es de 3,6 magnitudes; en los períodos de brillo máximo es la segunda estrella más brillante de Puppis. Se han encontrado indicios de un posible exoplaneta alrededor de esta estrella, de masa muy incierta, por lo que podría ser solo una densa acumulación de gas y polvo.
Por otra parte, R Puppis es una distante supergigante de tipo G descrita como pseudo-cefeida, ya que manifiesta variaciones de brillo similares a las de las cefeidas aunque menos regulares.
RS Puppis es una conocida cefeida clásica encuadrada en esta constelación cuyo brillo oscila entre magnitud +6,52 y +7,67 en un período de 41,39 días; al estar rodeada de una nebulosa se ha podido medir la distancia que nos separa de ella con un error de solo el 1 %.
Otra variable singular es V Puppis, binaria eclipsante compuesta por una estrella azul de la secuencia principal y una subgigante; ambas estrellan orbitan alrededor de un objeto masivo que no emite luz, por lo que se piensa que es un agujero negro, el remanente estelar de una estrella que explotó como supernova.
MX Puppis es una estrella Be de tipo B1V cuya masa es 10 veces mayor que la masa solar; su brillo varía entre magnitud 4,60 y 4,92.
NS Puppis es una supergigante de tipo K3Ib con un radio e213 veces más grande que el radio solar y una variable irregular.
Por otra parte, 2 Puppis es un sistema estelar triple que contiene la binaria eclipsante PV Puppis, compuesta por dos estrellas de tipo A8V prácticamente idénticas en cuyo eclipse su brillo disminuye 0,44 magnitudes.
Puppis contiene diversas estrellas con sistemas planetarios confirmados. Cabe destacar a HD 70642, enana amarilla de tipo espectral G6V semejante al Sol pero algo más fría que nuestra estrella; a su alrededor orbita un exoplaneta cuya masa es 3,9 veces la de Júpiter.
Asimismo, en torno a la estrella HD 69830 orbitan tres planetas de masa comparable a la de Neptuno; el más externo está situado en la zona de habitabilidad estelar.
Otra estrella con un sistema planetario es HD 60532, una subgigante de baja metalicidad con dos planetas más masivos que Júpiter.
Igualmente, Nosaxa —nombre de HD48265 de acuerdo a la UAI— es una enana amarilla evolucionando a la fase de subgigante con un planeta orbitando a 1,8 ua.

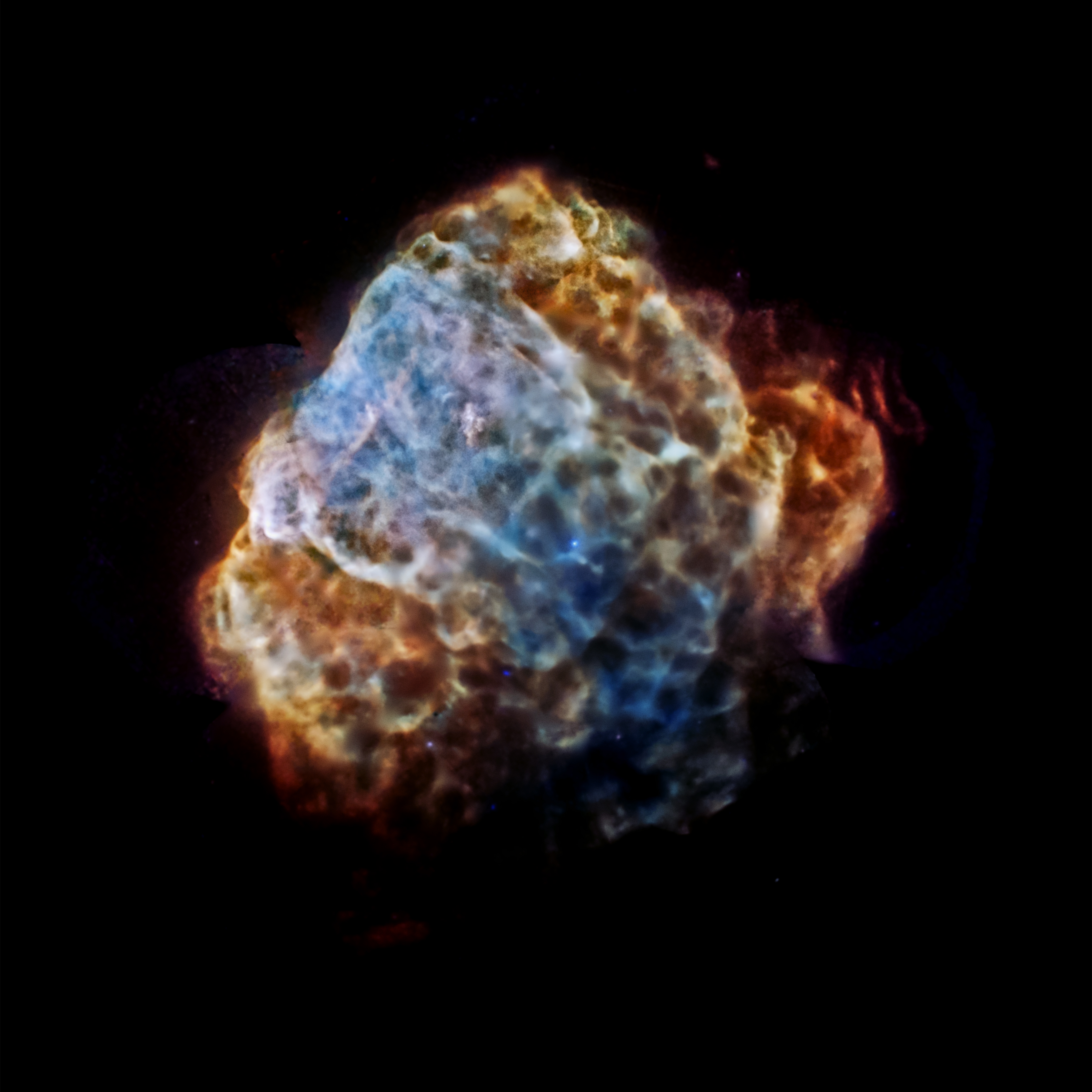
Imagen en rayos X de Puppis A obtenida con los observatorios Chandra y XMM-Newton

En esta constelación se encuentra PSR J0737-3039, el único púlsar doble conocido. Es un sistema binario relativista de dos estrellas de neutrones que emiten ondas electromagnéticas en longitudes de onda de radio. El denominado Púlsar A tiene un período de rotación de 22,7 ms, mientras que su acompañante, llamado Púlsar B, rota con un período de 2,77 s. El período orbital del sistema es de 2,4 horas y se produce un corto eclipse de radio —de unos 30 s de duración— cuando el Púlsar B pasa por delante del Púlsar A. RX J0806.4–4123 es otro púlsar en Puppis, uno de los más cercanos a la Tierra, pues se encuentra aproximadamente a 780 años luz. Su temperatura superficial es de más de 1 millón K.
Por su parte, Puppis A es un resto de supernova distante 4200 años luz cuya edad estimada es de 4600 años aproximadamente.
Como la Vía Láctea atraviesa Puppis, existe un gran número de cúmulos abiertos en la constelación. M46 y M47 son dos cúmulos en el mismo campo binocular. Este último, descubierto por el astrónomo siciliano Giovanni Battista Odierna antes de 1654, puede ser observado a simple vista bajo cielos oscuros.
Con una edad en torno a 100 millones de años, está situado a 1600 años luz de nosotros.
M46 es algo más antiguo, con una edad media de 251 millones de años y una masa de 453 masas solares.
M93 es otro cúmulo abierto, pequeño aunque brillante, situado algo más al sur; con una edad de 387 millones de años, su forma recuerda a una mariposa o a una estrella de mar.
Otro cúmulo abierto, denominado NGC 2451, no es un único cúmulo sino dos, uno detrás del otro: el primero se encuentra a 197 pársecs y el segundo a 358 pársecs, siendo más masivo el más cercano, con una masa de 258 masas solares.
NGC 2477 es otro cúmulo abierto distante unos 1220 pársecs con una edad estimada de 400 millones de años.

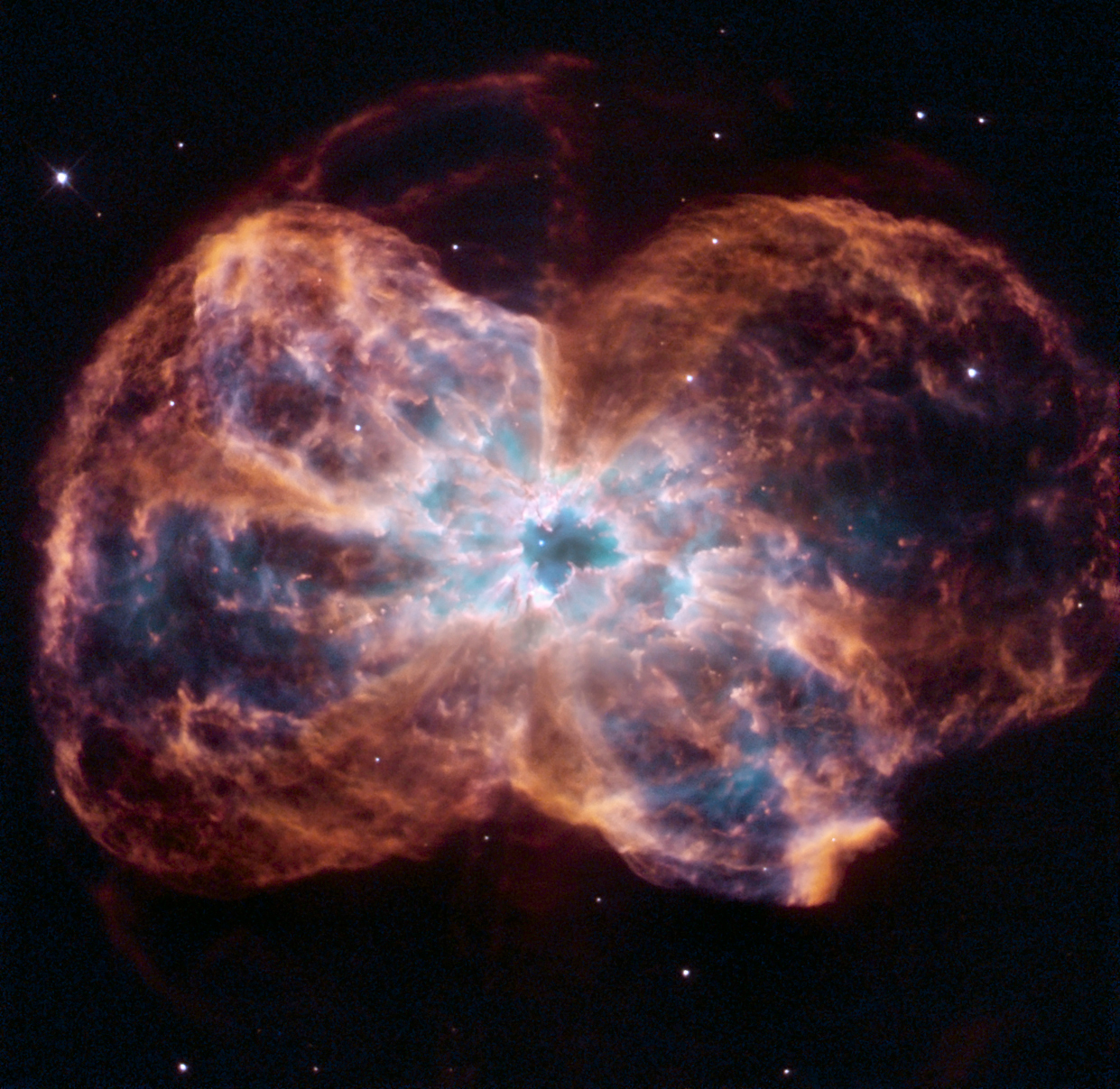
Imagen de NGC 2440 obtenida con el telescopio Hubble

NGC 2298 es un cúmulo globular situado a 9800 pársecs de la Tierra. Con una edad aproximada de 12 000 - 13 000 millones de años, es uno de los cúmulos globulares más pobres en metales en nuestra galaxia ([Fe/H] ≃ -1,8).
NGC 2438 es una nebulosa planetaria visible muy cerca de M46, pero ambos objetos no están físicamente vinculados, pues NGC 2438 se encuentra detrás del cúmulo, a una distancia de 1900 pársecs del sistema solar; su estrella central, de tipo O, tiene una temperatura efectiva de 114 000 K.
En cambio, la nebulosa de la Calabaza —también llamada «nebulosa del Huevo Podrido» por la gran cantidad de compuestos sulfurosos que contiene—, sí parece formar parte de M46 ya que comparte distancia, velocidad radial y movimiento propio con este.
NGC 2440 es otra nebulosa planetaria cuya estrella central es una de las más calientes que se conocen, pues su superficie alcanza una temperatura de 200 000 K. Su estructura caótica sugiere que la estrella pierde masa de forma episódica.
Finalmente, en Puppis se localiza NGC 2452, nebulosa planetaria masiva distante 4700 pársecs que no está físicamente relacionada con el cúmulo NGC 2453.
NGC 2467 es una región de formación estelar, popularmente conocida como la «nebulosa de la Calavera y las Tibias cruzadas» por su peculiar aspecto. Su estrella más prominente es la binaria HD 64315, compuesta por dos estrellas masivas de tipo espectral O.

## Estrellas

### Estrellas principales
- ζ Puppis (Naos o Suhail Hadar), la más brillante de la constelación con magnitud 2,21, es una extraordinaria estrella supergigante azul, una de las más luminosas de la galaxia.
- ν Puppis, gigante blanco-azulada de magnitud 3,17 y posible variable Beta Cephei.
- ξ Puppis (Azmidi o Azmidiske), de magnitud 3,34, una supergigante amarilla a unos 1300 años luz de distancia.
- ο Puppis, subgigante azul de magnitud 4,50 y estrella Be.
- π Puppis, estrella doble de magnitud 2,71 cuyas componentes, una supergigante naranja y una estrella blanca, están muy alejadas entre sí.
- ρ Puppis, también llamada Tureis, una gigante amarilla de magnitud 2,83 y una estrella variable pulsante del tipo Delta Scuti.
- σ Puppis (Hadir), estrella gigante naranja de magnitud 3,25.
- τ Puppis (Rehla o Al Rihla), también gigante naranja y binaria espectroscópica de magnitud 2,94.

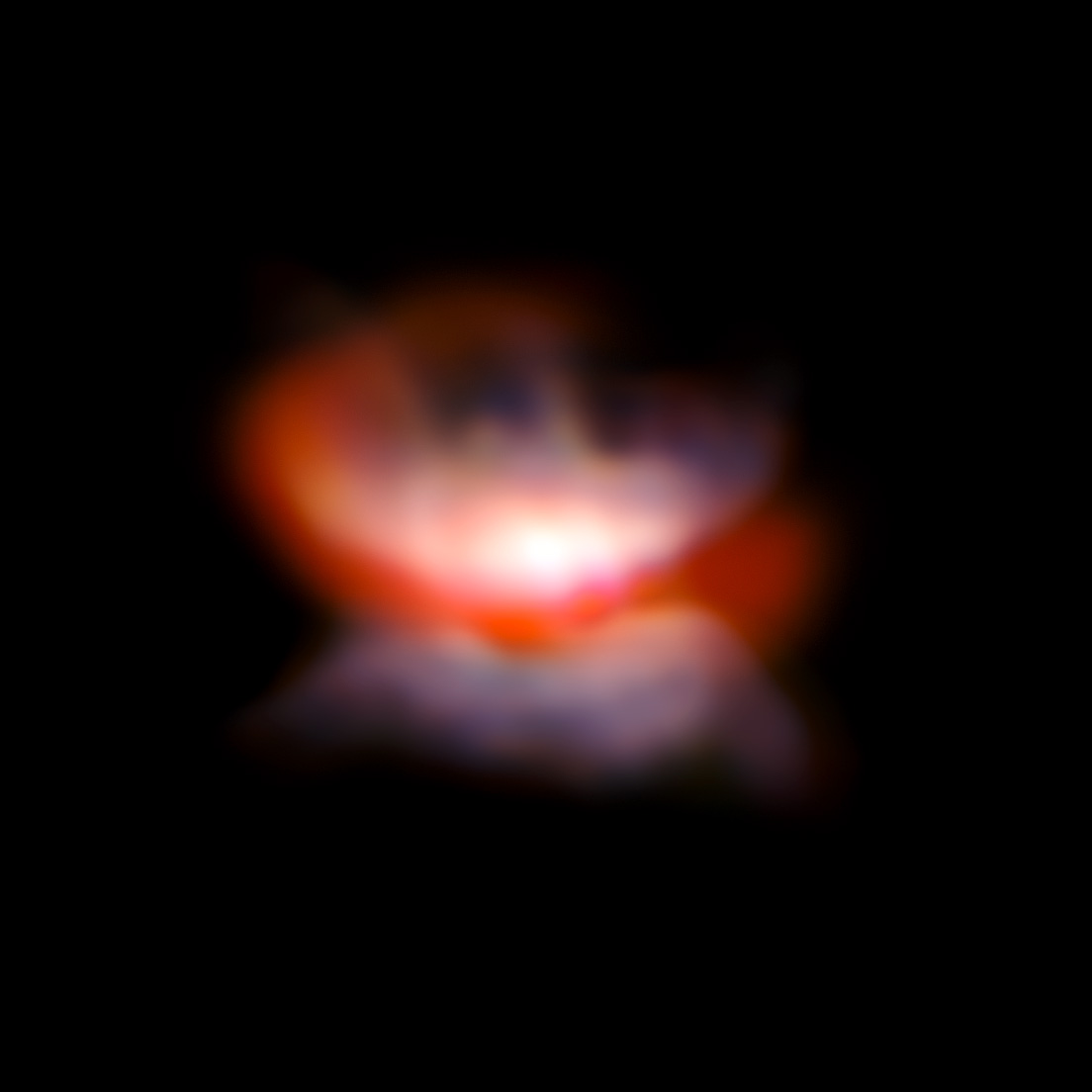
Imagen de L2 Puppis (HD 56096) obtenida con el VLT del ESO

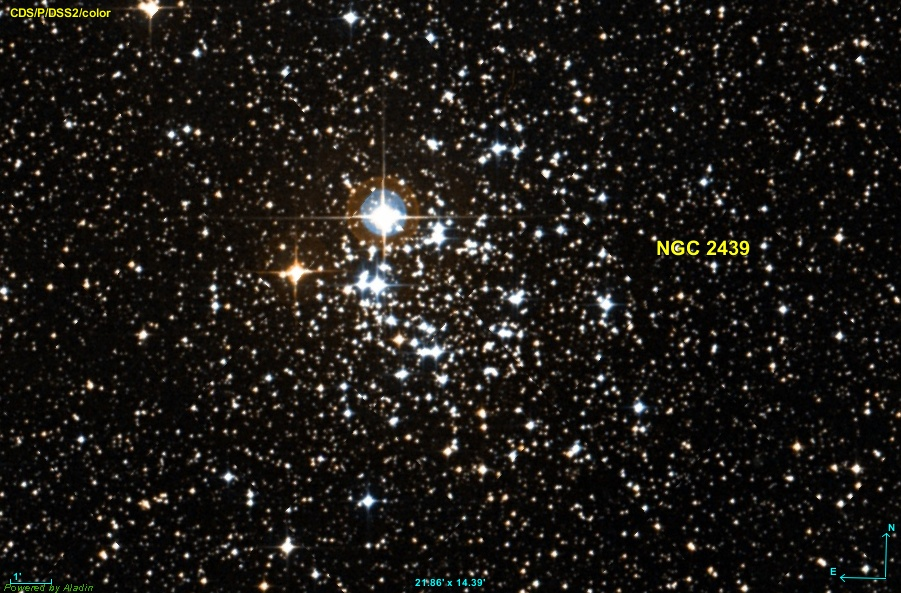
NGC 2439, con R Puppis como su estrella más brillante

- 2 Puppis, sistema estelar que contiene la binaria eclipsante PV Puppis.
- 5 Puppis, estrella binaria de magnitud 5,63.
- 11 Puppis (j Puppis), gigante luminosa blanco-amarilla de magnitud 4,20.
- 18 Puppis, estrella binaria formada por una enana amarilla y una enana roja.
- 19 Puppis, gigante naranja de magnitud 4,73.
- 171 Puppis, estrella del disco grueso de baja metalicidad.
- QZ Puppis (b Puppis), variable elipsoidal rotante, cuya magnitud varía entre 4,47 y 4,54.
- F Puppis (HD 57240), estrella blanca de magnitud 5,25.
- J Puppis, supergigante azul de magnitud 4,23.
- L1 y L2 Puppis, una doble óptica formada por una estrella blanca Ap (L1) de magnitud 4,87, y una gigante roja (L2) de brillo variable entre magnitud 2,6 y 6,2. Ambas estrellas se encuentran separadas entre sí al menos 10 años luz.
- QW Puppis (I Puppis), estrella variable Gamma Doradus de magnitud 4,47.
- NW Puppis (ν2 Puppis / υ2 Puppis), variable Beta Cephei de magnitud 5,11.
- R Puppis y V384 Puppis, respectivamente una supergigante blanco-amarilla y una supergigante roja que forman parte del cúmulo NGC 2439.
- V Puppis , binaria eclipsante de magnitud 4,45; las dos componentes, estrellas calientes y masivas, orbitan alrededor de lo que parece ser un agujero negro.
- RS Puppis, cefeida rodeada por una gran nebulosa, cuya distancia (6500 años luz) ha sido medida con un error de solo el 1 %.
- SU Puppis, variable Mira con uno de los rangos de fluctuación más amplios (5 magnitudes aproximadamente).
- AQ Puppis y BN Puppis, cefeidas cuyos respectivos períodos son 30,10 y 13,67 días.
- MX Puppis (r Puppis), estrella Be de magnitud 4,81.
- QY Puppis, supergigante naranja y variable semirregular.
- V339 Puppis, estrella Be y variable Gamma Cassiopeiae de magnitud media 6,19.
- V596 Puppis (VV Pyxidis), binaria eclipsante de magnitud 6,59.
- HD 44594, enana amarilla de magnitud 6,59 cuyas características son muy parecidas a las del Sol.
- HD 53705, HD 53706 y HD 53680, sistema triple cuya estrella primaria es una enana amarilla más vieja que el Sol.
- HD 68450, gigante azul de magnitud 6,44.
- WD 0751-252 y LTT 2976 (Ross 429), enana blanca y enana roja que forman un sistema binario amplio.
- Gliese 283, al igual que el anterior, es un sistema compuesto por una enana blanca y una enana roja.

### Otras estrellas condesignación Bayer
- κ1 Pup 3,80; κ2 Pup 4,62; χ Pup 4,76; a Pup 3,71; c Pup 3,62; d1 Pup 4,84; d2 Pup 5,73; d3 Pup 5,76; d4 Pup 5,99; e Pup 5,78; f Pup 4,53; h1 Pup 4,44; h2 Pup 4,42; 3/l Pup 3,94; m Pup 4,69; n Pup 5,06; n Pup 5,87; p Pup 4,65; q Pup 4,44; t Pup 5,07; v1 Pup 4,65; v2 Pup 5,11; w Pup 4,83; x Pup 5,27; y Pup 5,41; y2 Pup 5,69; y3 Pup 5,68; z Pup 5,42; A Pup 4,83; C Pup 5,20; D Pup 5,80; E Pup 5,30; G Pup 5,76; H Pup 4,92; M Pup 5,86; N Pup 5,08; O Pup 5,14; P Pup 4,10; Q Pup 4,69

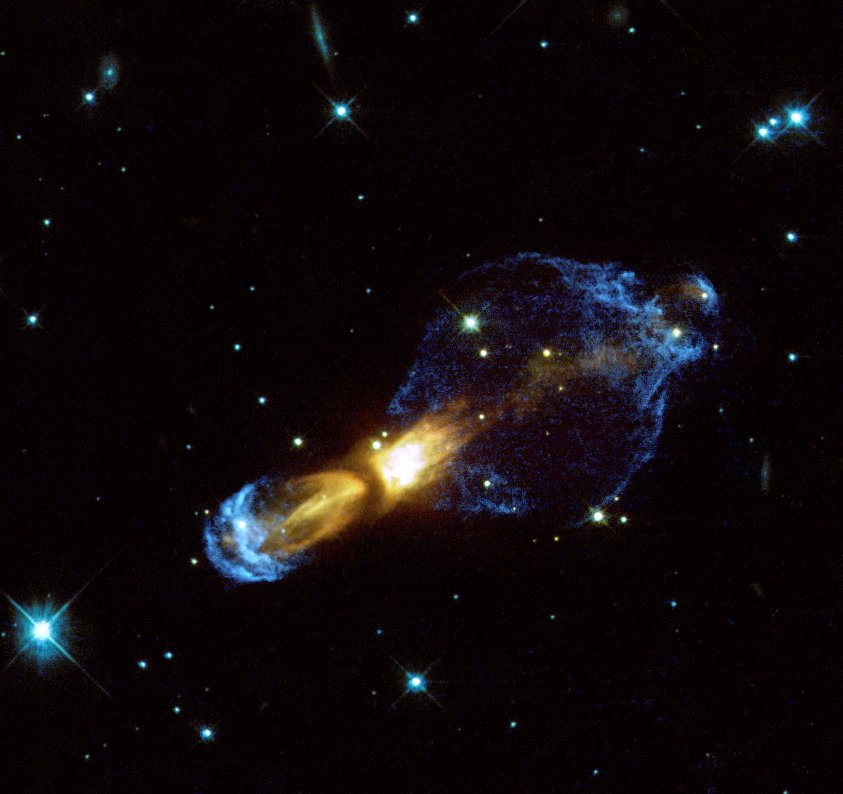
Nebulosa de la Calabaza, protonebulosa planetaria en Puppis

### Otras estrellas condesignación Flamsteed
- 1 Pup 4,63; 4 Pup 5,03; 6 Pup 5,17; 8 Pup 6,37; 9 Pup 5,16; 10 Pup 5,69; 12 Pup 5,09; 14 Pup 6,12; 16 Pup 4,40; 20 Pup 4,99; 21 Pup 6,32; 22 Pup 6,13; 140 Pup 4,98; 188 Pup 5,32; 212 Pup 5,01

### Estrellas con planetas
- HD 60532, estrella más masiva que el Sol con dos planetas.
- HD 69830, estrella con tres planetas de masa similar a Neptuno y un posible cinturón de asteroides.
- HD 70642, estrella muy similar al Sol con un planeta extrasolar en una posición muy parecida a la que Júpiter ocupa en el Sistema Solar.

### Otros
- PSR J0737-3039, sistema binario de características únicas constituido por dos púlsares.

## Objetos de cielo profundo

NGC 2467, activa región de formación estelar

- Messier 46 (M46) y Messier 47 (M47) son dos cúmulos abiertos en el mismo campo binocular. M47 puede ser visto a simple vista en la noche, y sus estrellas más brillantes son de magnitud 6.
- Messier 93 (M93) es otro cúmulo abierto a unos 3600 años luz de distancia.
- NGC 2451, que contiene la estrella c Puppis, corresponde en realidad a dos cúmulos abiertos (denominados NGC 2451 A y NGC 2451 B) que están en la misma línea de visión.
- NGC 2298, distante cúmulo globular pobre en metales.
- NGC 2438, nebulosa planetaria en el mismo campo visual que el cúmulo M46. En realidad está mucho más cerca de nosotros que el cúmulo.
- NGC 2440, nebulosa planetaria cuya estrella central es una de las más calientes que se conocen.
- Nebulosa de la Calabaza, (OH 231.84 +4.22) protonebulosa planetaria en cuyo centro se encuentra la estrella variable Mira QX Puppis.
- NGC 2467, activa región de formación estelar en donde se encuentra HD 64315, joven estrella azul masiva.
- NGC 2477, cúmulo abierto distante 4000 años luz.
- Puppis A, resto de supernova con una edad estimada en torno a los 4600 años.

## Mitología
Dado que Puppis fue originalmente parte de Argo Navis, no tiene mitologías relacionadas de manera independiente antes del siglo XVII.